# 王金玉 (1940年)
王金玉（1940年或1942年—），男，黑龙江鹤岗人，中国速度滑冰运动员、教练，中国首位打破速滑世界纪录的运动员。曾任第五、六届全国政协委员。